# Schizonycha natalensis
Schizonycha natalensis är en skalbaggsart som beskrevs av Brenske 1898. Schizonycha natalensis ingår i släktet Schizonycha och familjen Melolonthidae. Inga underarter finns listade i Catalogue of Life.